# Matanza heroica

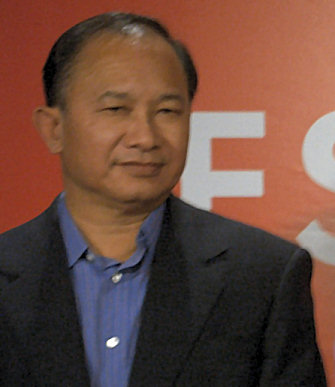
El director John Woo es el principal representante del heroic bloodshed junto con Ringo Lam.

El heroic bloodshed, traducido al castellano como "derramamiento de sangre heroico" es un subgénero del cine de acción de Hong Kong que evolucionó alrededor de secuencias de acción estilizadas y temas dramáticos, como la fraternidad, el deber, el honor, la redención y la violencia. El término de la matanza heroica fue acuñado por el editor de la revista Héroes Orientales, Rick Baker, a finales de los años 80, específicamente referido a los estilos de los directores John Woo y Ringo Lam. Baker definió el género como "una película de acción de Hong Kong que tiene como principales características el juego de pistola y los gánster más que el kung fu. Mucha sangre. Mucha acción." Se dice que A Better Tomorrow, película de Woo, popularizó el género. Woo también ha sido una gran influencia en su continua popularidad y evolución gracias a sus obras posteriores "Hard Boiled", "A Better Tomorrow 2" y "The Killer".

## Motivos
Los protagonistas en estas películas son a menudo buenos delincuentes, típicamente miembros de la Tríada, sicarios, o ladrones con un código estricto de ética, que en algunos casos lleva a la traición de sus empleadores y el ahorro de muchas víctimas. El oficial de policía con la conciencia, que no puede ser dañado de alguna manera, también es común, y por lo general sigue el modelo de la detective hard boiled. La lealtad, la familia y la fraternidad son los temas más característicos del género. Las películas de derramamiento de sangre heroica generalmente tienen un ángulo emocional muy fuerte,
Las pistolas y los subfusiles son frecuentemente utilizados por los héroes debido a su ligero peso, habilitando sus detentadores para moverse más deprisa. Los héroes son extremadamente ágiles e implementan zambullimientos, deslizamientos y caídas mientras luchan.
Las películas de matanza heroica a menudo finalizan de forma trágica y pesimista, con los héroes principales muertos, arrestados por la policía, o incapacitados de forma severa.

## Películas de matanza heroica
- Contraband (1980)
- The Head Hunter (1982)
- Mercenaries from Hong Kong (1982)
- On the Wrong Track (1983)
- Men from the Gutter (1983)
- Long Arm of the Law (1984)
- Danger Has Two Faces (1985)
- Pursuit of a Killer (1985)
- Hong Kong Godfather (1985)
- A Better Tomorrow (1986)
- Brotherhood (1986)
- Above the Law (1986)
- Legacy of Rage (1986)
- True Colours (1986)
- A Better Tomorrow II (1987)
- City on Fire (1987)
- Rich and Famous (1987)
- Tragic Hero (1987)
- Sworn Brothers (1987)
- Flaming Brothers (1987)
- The Big Heat (1988)
- Extreme Prejudice (1987)
- Long Arm of the Law: Part 2 (1987)
- People's Hero (1987)
- A Better Tomorrow II (1987)
- Fury (1988)
- As Tears Go By (1988)
- Final Justice (1988)
- First Shot (1988)
- In the Blood (1988)
- Tiger Cage (1988)
- The Dragon Family (1988)
- The Big Heat (1988)
- Hero of Tomorrow (1988)
- Gunmen (1998)
- City Warriors (1988)
- City War (1988)
- Bloody Brotherhood (1989)
- A Better Tomorrow III (1989)
- Long Arm of the Law 3: Escape from Hong Kong (1989)
- Runaway Blues (1989)
- The Killer (1989)
- The Last Duel (1989)
- Close Escape (1989)
- Wild Search (1989)
- Casino Raiders (1989)
- My Heart is That Eternal Rose (1989)
- City Kids 1989 (1989)
- Just Heroes (1989)
- A Better Tomorrow III (1989)
- China White (1989)
- Return Engagement (1990)
- The Unmatchable Match (1990)
- Killer's Romance (1990)
- Curry and Pepper (1990)
- A Moment of Romance (1990)
- Long Arm of the Law IV (1990)
- Bullet in the Head (1990)
- Gangland Odyssey (1990)
- Dragon in Jail (1990)
- Triad Story (1990)
- Blood Stained Tradewinds (1990)
- Once a Thief (1991)
- Casino Raiders II (1991)
- The Last Blood (1991)
- Bullet for Hire (1991)
- Hong Kong Godfather (1991)
- Invincible (1992)
- Blowback: Love & Death (1992)
- Hard Boiled (1992)
- Full Contact (1992)
- The Shootout (1992)
- Fatal Chase (1992)
- Dust of Angels (1992)
- With or Without You (1992)
- Gun n' Rose (1992)
- A Moment of Romance II (1993)
- First Shot (1993)
- No More Love, No More Death (1993)
- The Killer's Love (1993)
- Crime Story (1993)
- Hard Target (1993)
- Story of Kennedy Town (1993)
- Rock N'Roll Cop (1994)
- Return to a Better Tomorrow (1994)
- Tian Di (1994)
- A Taste of Killing and Romance (1994)
- Hunting List (1994)
- Alone in the Night (1994)
- Man Wanted (1995)
- Peace Hotel (1995)
- Enemy Shadow (1995)
- Love, Guns & Glass (1995)
- The Adventurers (1995)
- Young and Dangerous (1996)
- A Moment of Romance III (1996)
- Shanghai Grand (1996)
- Big Bullet (1996)
- Somebody Up There Likes Me (1996)
- Dang Bireley's and Young Gangsters (1997)
- Face/Off (1997)
- Full Alert (1997)
- Postman Blues (1997)
- Mahjong Dragon (1997)
- Island of Greed (1997)
- A True Mob Story (1998)
- The Longest Nite (1998)
- The Replacement Killers (1998)
- Ballistic Kiss (1998)
- Cheap Killers (1998)
- Beast Cops (1998)
- Expect the Unexpected (1998)
- A Hero Never Dies (1998)
- The Mission (1999)
- Dead or Alive (1999)
- Friendship Breakdown (1999)
- Century of the Dragon (1999)
- Killer (2000)
- Double Tap (2000)
- A War Named Desire (2000)
- Dead or Alive 2: Birds (2000)
- Born Wild (2001)
- Fulltime Killer (2001)
- Color of Pain (2002)
- Dead or Alive: Final (2002)
- Devil Face, Angel Heart (2002)
- Infernal Affairs (2002)
- PTU (2003)
- Heroic Duo (2003)
- Infernal Affairs II (2003)
- Infernal Affairs III (2003)
- Moving Targets (2004)
- Jiang Hu (2004)
- Explosive City (2004)
- Divergence (2005)
- Set to Kill (2005)
- Wo Hu (2005)
- Dragon Squad (2005)
- The City of Violence (2006)
- Dog Bite Dog (2006)
- On the Edge (2006)
- Exiled (2006)
- Like a Dragon (2007)
- Invisible Target (2007)
- Blood Brothers (2007)
- Brothers (2007)
- Triangle (2007)
- Hong Kong Bronx (2008)
- Fatal Move (2008)
- The Moss (2008)
- Chaos (2008)
- Beast Stalker (2008)
- Vengeance (2009)
- A Better Tomorrow (2010)
- Black Ransom (2010)
- Monga (2010)
- The Stool Pigeon (2010)
- Let the Bullets Fly (2010)
- Drug War (2012)
- The Last Tycoon (2012)
- The Viral Factor (2012)
- The White Storm (2013)
- That Demon Within (2014)
- Wild City (2015)
- The Mobfathers (2016)
- Trivisa (2016)